# Dee River
Dee River är ett vattendrag i Australien. Det ligger i delstaten Queensland, omkring 470 kilometer nordväst om delstatshuvudstaden Brisbane.
Omgivningarna runt Dee River är huvudsakligen savann. Trakten runt Dee River är nära nog obefolkad, med mindre än två invånare per kvadratkilometer. Genomsnittlig årsnederbörd är 1 002 millimeter. Den regnigaste månaden är januari, med i genomsnitt 211 mm nederbörd, och den torraste är juli, med 25 mm nederbörd.